# 16 Cook Street
16 Cook Street es un edificio situado en Liverpool (Reino Unido). Es el segundo edificio con muro cortina de vidrio del mundo. Diseñado por Peter Ellis en 1866, es un edificio catalogado de grado II*.
Construido dos años después de Oriel Chambers en Water Street, la obra más conocida del arquitecto, muestra el desarrollo del estilo de Ellis. Su vidrio de piso a techo permite que la luz penetre profundamente en el edificio, contrastando fuertemente con las estructuras adyacentes. Se ha sugerido que el arquitecto estadounidense John Root estuvo influenciado por la construcción de ambos edificios, habiendo estudiado en Liverpool en el momento de su construcción.

## En la cultura
Tanto 16 Cook Street como Oriel Chambers aparecieron en el programa de televisión Grundy's Northern Pride de ITV (Granada/Tyne Tees), que analiza los edificios favoritos de John Grundy en el norte de Inglaterra, emitido el 9 de enero de 2007.